# Rinopitec de potes negres
El rinopitec de potes negres (Pygathrix nigripes) és una espècie amenaçada de rinopitec que viu als boscos del Vietnam i Cambodja.
És l'únic rinopitec del gènere Pygathrix que té gairebé tota la cara de color blau grisenc. Recentment, un grup de recerca de la Wildlife Conservation Society ha recensat 23.000 exemplars d'aquesta espècie a l'Àrea per a la Conservació de la Biodiversitat de Seima (Cambodja). Abans d'aquesta descoberta, es creia que la població més nombrosa d'aquest primat, de 600 exemplars, es trobava al Vietnam. El nombre total d'individus encara és desconegut.